# Marburger Philharmonie
Die Marburger Philharmonie wurde 1993 als Junge Marburger Philharmonie gegründet und ist ein Laienorchester. Über 80 Mitglieder, in der Mehrzahl Studentinnen, Studenten und Laienmusiker bereiten in jedem Semester zusammen mit Solisten jeweils zwei Konzerte mit Werken der sinfonischen Orchesterliteratur vor, die in Marburg und in einer weiteren Stadt stattfinden. Jährlich wird zudem im Frühjahr ein Kinderkonzert organisiert.
Das Orchester ist Mitglied im Bundesverband Deutscher Liebhaberorchester (BDLO).

## Programme und Auftritte
Von 1993 bis 2018 stand das Orchester unter der musikalischen Leitung von Friedemann Koges, Lorenz Nordmeyer, Kerry Jago, Kiril Stankow, Ingo Stadtmüller, Vladimir Askorskij, Hyun-Jin Yun, Martin Gärtner und Lukas Rommelspacher.
Einstudiert und aufgeführt wurden u. a. Sinfonien von Brahms, Beethoven, Tschaikowsky, Jean Sibelius, Antonín Dvořák, Wolfgang Amadeus Mozart, Gustav Mahler und Felix Mendelssohn Bartholdy sowie Solokonzerte von Brahms, Beethoven, Richard Wagner, Crusell, Edward Elgar, Tschaikowsky. Hinzu kommen Auftritte bei Open-Air-Konzerten im Schlosspark im Rahmen des Stadtfestes „Drei Tage Marburg“ zum großen Festfeuerwerk. Darüber hinaus gestaltet die Marburger Philharmonie städtische oder universitäre Feierstunden. Ihre Mitglieder wirken zudem in mehreren Kammermusikensembles aktiv am Marburger Kulturleben mit.
Konzertreisen führten das Orchester 1997 nach Frankreich, 1998 nach Schweden, 2007 nach Mecklenburg-Vorpommern, 2010 nach England, 2011 nach Potsdam und 2014 nach Helsinki.
Das Kammerorchester der Jungen Marburger Philharmonie gibt regelmäßig Konzerte mit breitgefächerten Programmen vom Barock bis zur Moderne in Marburg und der Umgebung.

## Soziales Engagement
Die Marburger Philharmonie unterstützt seit dem Wintersemester 2011/12 die Kulturloge Marburg mit einer Spende von 30 Konzertkarten pro Semester, die an interessierte Menschen gehen, die sich sonst einen Konzertbesuch nicht leisten könnten.